# جواد عبد الله
جواد عبد الله عباس حسين (15 مايو 1968

) رجل دين وسياسي بحريني.

## السيرة
ولد جواد بوحسيّن في 15 مايو 1968. حصل على شهادة البحث الخارج وشهادة تخرج وإجازة رواية وحديث من جامعة النجف الأشرف للعلوم الدينية عام 1999 وشهادة تدريس العلوم الشرعية والإسلامية من مدرسة عبد الحسن للعلوم الدينية عام 2011 وشهادتين من وزارة الشئون الإسلامية في الوعظ والإرشاد عامي 2006 و2012.
عمل واعظ ومدرس وإمام جماعة. كما عمل مدرس قسم الدراسات الشرعية والإسلامية في كلٍ من مدرسة عبد الحسن الجدحفصي للعلوم الدينية ومدرسة منصور الستري للعلوم الإسلامية.
في انتخابات مجلس النواب لعام 2011 فاز بمقعد الدائرة السادسة في محافظة الوسطى بالتزكية بعد انسحاب منافسه الوحيد.
صدر أمر ملكي بتعيينه عضواً لمجلس الشورى البحريني سنة 2014. و عضواً للمجلس الإسلامي الأعلى.